# Cassida major
Cassida major — вид жуків підродини щитівок з родини листоїдів.

## Поширення
Зустрічається в таких країнах, як Алжир, Італія (Сицилія), Марокко, південна Португалія та південна Іспанія.

## Екологія та місцеперебування
Кормову рослину — Centaurea acaulis (айстрові — Asteraceae).